# 1q21.1-copynumbervariaties
De 1q21.1-copynumbervariaties zijn zeldzame afwijkingen van het menselijk chromosoom 1.
Normaal bevat een menselijke cel één paar identieke chromosomen op chromosoom 1. Bij de 1q21.1-copynumbervariaties is één chromosoom van het paar chromosomen niet compleet, doordat delen van de sequentie van het chromosoom ontbreken of overcompleet doordat er delen van de sequentie te veel zijn. Hierdoor heeft een van de chromosomen van chromosoom 1 de juiste lengte en is het andere te kort of te lang.

## Opbouw 1q21.1

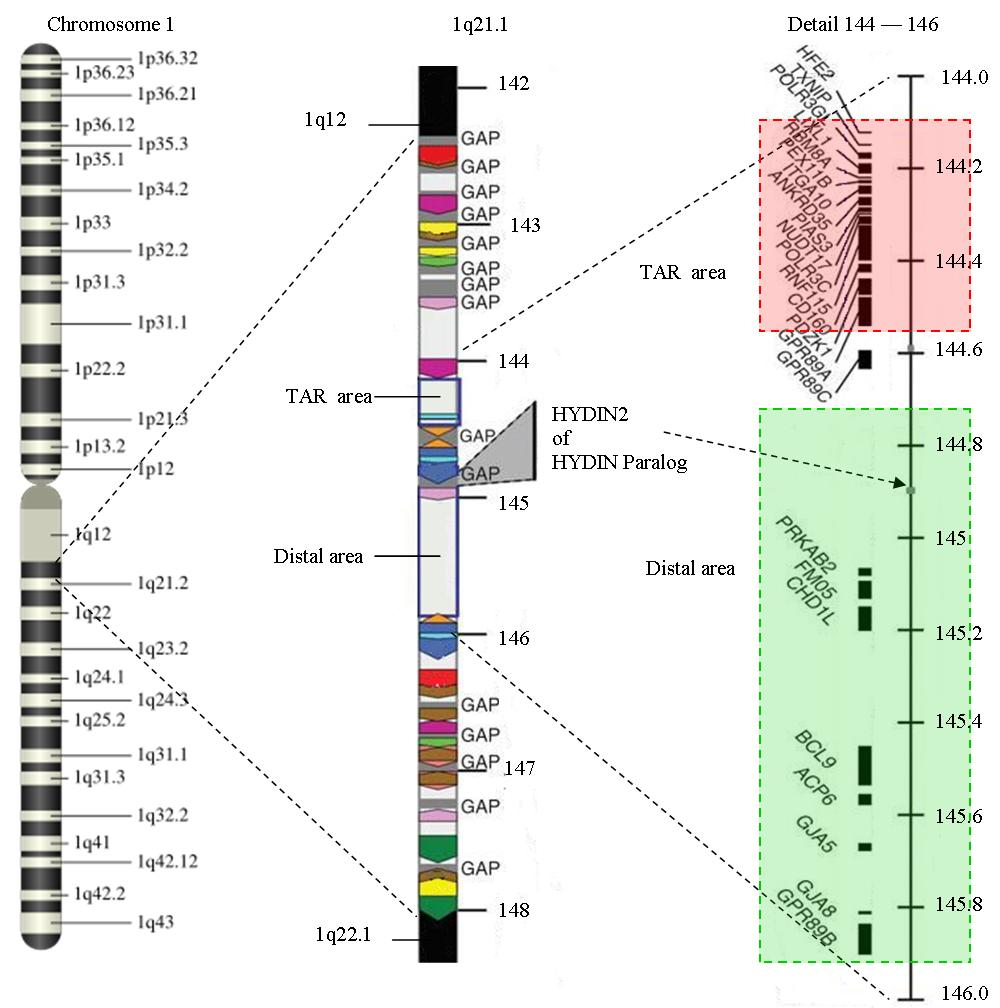
De indeling van 1q21.1

De structuur van 1q21.1 is uiterst complex. Het gebied van 1q21.1 heeft een grootte van ongeveer 6 Megabase (Mb) (van 141.5 Mb tot 147.9 Mb). Er zijn binnen 1q21.1 twee gebieden aan te wijzen waar een copynumbervariatie zich kan voordoen: het proximale gebied of TAR-gebied (van 144.1 tot 144.5 Mb) en het distale gebied (van 144.7 tot 145.9). Meestal beperkt een copynumbervariatie zich tot een van deze gebieden, maar soms is er sprake van een deletie die zich uitstrekt naar het andere gebied. 1q21.1 kent meerdere herhalingen van dezelfde structuur (zie in afbeelding de gelijkgekleurde gebieden in de middelste kolom). Slechts 25% van de structuur is niet gedupliceerd. Daarnaast zijn er verschillende gaten (gaps) in de sequentie die nog niet nader zijn ingevuld, waardoor de begin- en eindpunten van copynumbervariaties niet goed zijn vast te stellen. Vijftien van deze gaps moeten nog in beeld worden gebracht. Het gaat in totaal om 700 kilobase, waarvan nog wordt vermoed dat hierin genen kunnen liggen. Het gebied wordt in de literatuur een van de moeilijkste delen van het menselijk genoom genoemd om in kaart te brengen.

## Vormen van copynumbervariaties
In de literatuur worden er vier vormen van 1q21.1-copynumbervariaties geduid:
- de 1q21.1 proximale deleties en duplicaties
- het TAR-syndroom
- de distale deletie, die wordt aangeduid als het 1q21.1-deletiesyndroom
- de distale duplicatie, die wordt aangeduid als het 1q21.1-duplicatiesyndroom

De afwijkingen die voortkomen uit de copynumbervariaties kennen een fenotype met een hoge mate van genetische variatie en kunnen bij individuen in verschillende vormen voorkomen. Er zijn gevallen bekend van dragers van de afwijking die volkomen normaal functioneren. Daarnaast zijn er gevallen met symptomen van geestelijke achterstand en diverse lichamelijke afwijkingen.

## Oorzaak van de copynumbervariaties
Meiose is het proces van het delen van cellen bij mensen. Bij meiose worden de chromosoomparen gesplitst en wel zo dat van ieder paar één vertegenwoordiger naar een dochtercel gaat. Hierdoor wordt, per cel, het aantal chromosomen gehalveerd, terwijl ieder kenmerk (gen) toch nog aanwezig blijft. Wat de informatie voor elk kenmerk inhoudt, wordt louter door het toeval bepaald.
Naast het toevalsproces voor wat betreft de kenmerken, vindt er een tweede toevalsproces plaats. In dit tweede toevalsproces worden er in het DNA op een willekeurige manier stukjes DNA weggelaten (deletie), toegevoegd (duplicatie), verplaatst (translocatie) en omgedraaid (inversie). Dit proces vindt plaats om meer genetische verschillen tussen mensen aan te brengen. Dit proces verklaart waarom zelfs een eeneiige tweeling genetisch niet 100% gelijk is.
Probleem van het tweede toevalsproces is dat er genetische fouten kunnen ontstaan rond de conceptie. Door met name de deletie en de duplicatie kunnen chromosomen korter of langer worden. Het resultaat van een spontane verandering in de structuur van DNA is een zogenoemde copynumbervariatie. Door het ontstaan van een copynumbervariaties kunnen chromosomen van ongelijke grootte worden samengebracht in een nieuwe cel. Als dit gebeurt rond de conceptie, ontstaat er uit deze eerste cel een mens met een genetische variatie. Dit kan zowel positief als negatief uitvallen. In positieve gevallen ontstaat er een mens uit die in staat is tot een bijzondere vaardigheid die positief wordt beoordeeld, bijvoorbeeld in sport of wetenschap. In negatieve gevallen kun je te maken krijgen met een syndroom of een ernstige handicap.
Op basis van het meiose-proces kan het syndroom op twee manieren ontstaan.
- 1. een spontane afwijking (een de-novosituatie): hierbij gaan er twee chromosomen samen waarvan er één een copynumbervariatie heeft als gevolg van het meiose-proces.
- 2. een ouder is zonder het te weten drager van een chromosoom met een copynumbervariatie en geeft deze bij de conceptie door aan het kind, wat bij het kind andere gevolgen heeft, dan bij de ouder.

Vervolgens treden er problemen op in de ontwikkeling van het embryo in de eerste maand van de zwangerschap. Ongeveer 20 tot 40 dagen na de bevruchting gaat er iets fout in de aanleg van de lichaamsdelen en hersenen, wat een kettingreactie op gang brengt.
Doordat er veel herhalingen zijn op 1q21.1 is de kans groter op een ongelijke crossing-over bij meiose, waardoor er delen van het chromosoom verloren kunnen gaan.

## Gerelateerde genen
- Genen gerelateerd aan het proximale gebied zijn HFE2, TXNIP, POLR3GL, LIX1L, RBM8A, PEX11B, ITGA10, ANKRD35, PIAS3, NUDT17, POLR3C, RNF115, CD160, PDZK1 en GPR89A.
- Genen gerelateerd aan het distale gebied zijn PDE4DIP, HYDIN2, PRKAB2, PDIA3P, FMO5, CHD1L, BCL9, ACP6, GJA5, GJA8, NBPF10, GPR89B, GPR89C, PDZK1P1 en NBPF11.